# 亚太国际仲裁研究
《亚太国际仲裁研究（英文）》（英文名称：Asia-Pacific International Arbitration Journal，缩写：APIAJ），于2024年8月18日创刊，系由亚太国际仲裁院联合澳门国际协会联合创办的英文期刊杂志，（国际标准连续出版物编号：3006-7235）旨在从国际视野研究仲裁领域相关问题，提供前沿仲裁信息及研究成果，出版国际仲裁研究的学术文章。

## 主办单位：

### 亚太国际仲裁院[3]
亚太国际仲裁院（英文名称：Asia Pacific International Arbitration Chamber，缩写：APIAC)，是经新加坡律政部前置核准名称后由新加坡会计与企业管理局注册成立的国际仲裁机构。基于亚太国际仲裁院(新加坡)的管理和指导，目前已在加拿大蒙特利尔设立了亚太国际仲裁院加拿大仲裁中心，在印度尼西亚雅加达设立了亚太国际仲裁院(印度尼西亚)，在马来西亚吉隆坡设立了亚太国际仲裁院(马来西亚)，在中国香港设立了亚太国际仲裁院香港仲裁中心，上述机构共同致力于为亚洲贸易合作以及中国与东盟国家间产生的各类商事争议提供高效、公正、经济、便捷的国际仲裁服务。

## 主管单位：

### 澳门国际仲裁学会
澳门国际仲裁学会(英文名称：Macao Institute Of International Arbitration，缩写：MIIA)，作为一家依据法律在澳门成立的非营利性组织，一直秉持着热爱祖国和澳门的原则，积极响应澳门特别行政区政府的政策，履行通过学术服务社会的责任，并致力于在澳门开展仲裁的宣传和推广工作，包括但不限于推广仲裁文化、促进仲裁教学、科学研究和人才培养，以及推动澳门仲裁事业的高质量发展。